# Angelo Bergamonti
Angelo Bergamonti (Gussola, 18 maart 1939 – Bologna, 4 april 1971) was een Italiaans motorcoureur.
Angelo Bergamonti, ook wel "Berga" of, in zijn geboorteland, "Angiulin" (engeltje) genoemd, stond bekend om zijn spectaculaire en moedige rijstijl en werd daarom ook wel vergeleken met Ray Amm.

## Carrière
1957 – 1959
Bergamonti begon eind 1957 met motorfietsen te racen, het begin van een carrière met veel tegenslag. Dat begon toen hij in zijn eerste drie races met zijn 175 cc Moto Morini viel. Hij bleef ook in 1958 en 1959 met weinig succes met de Morini racen. In 1960 kreeg hij verkering met zijn latere echtgenote Rosa en hij beëindigde tijdelijk zijn wegrace-activiteiten.
1964
In 1964 ging hij weer racen en nu had hij meer succes. Hij werd tweede in het junioren heuvelklimkampioenschap van Italië. 
1965
In 1965 werd hij met een 175 cc Moto Morini Italiaans juniorenkampioen. Hij won in dat jaar en in 1966 ook de nationale heuvelklimtitel. Zijn twee titels van 1965 leverden hem een senioren-licentie op. Aan het einde van 1965 werd hij door Giuseppe Pattoni gevraagd om zijn 350- en 460 cc tweecilinder Patons te rijden.
1966
In 1966 reed hij zo goed met de Patons, dat hij door Benelli werd uitgenodigd om met de 250 viercilinder te rijden, omdat men zocht naar een vervanger voor Tarquinio Provini, die zijn carrière had moeten afbreken. Uiteindelijk koos Benelli echter voor Renzo Pasolini.
1967

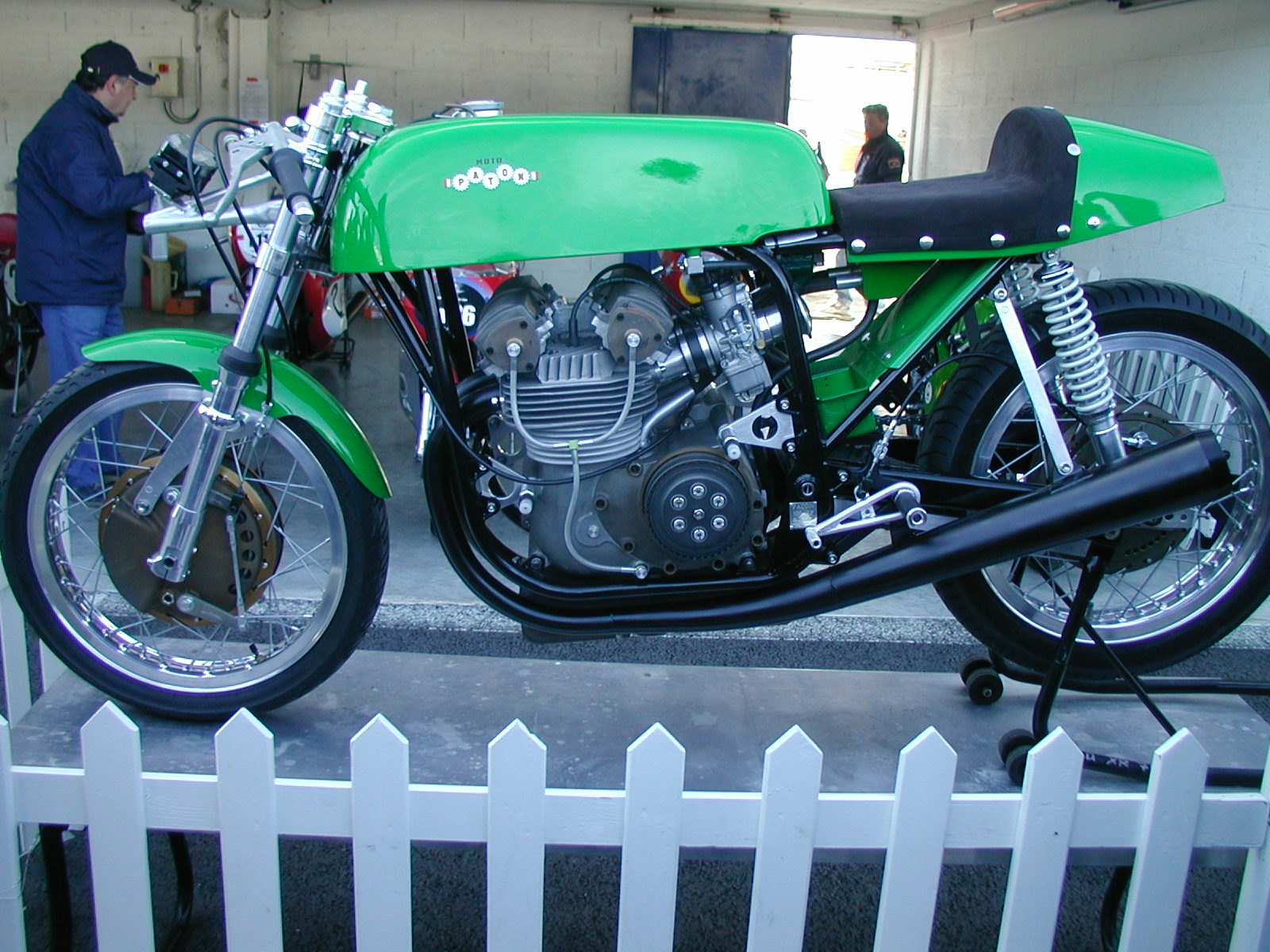
500 cc Paton

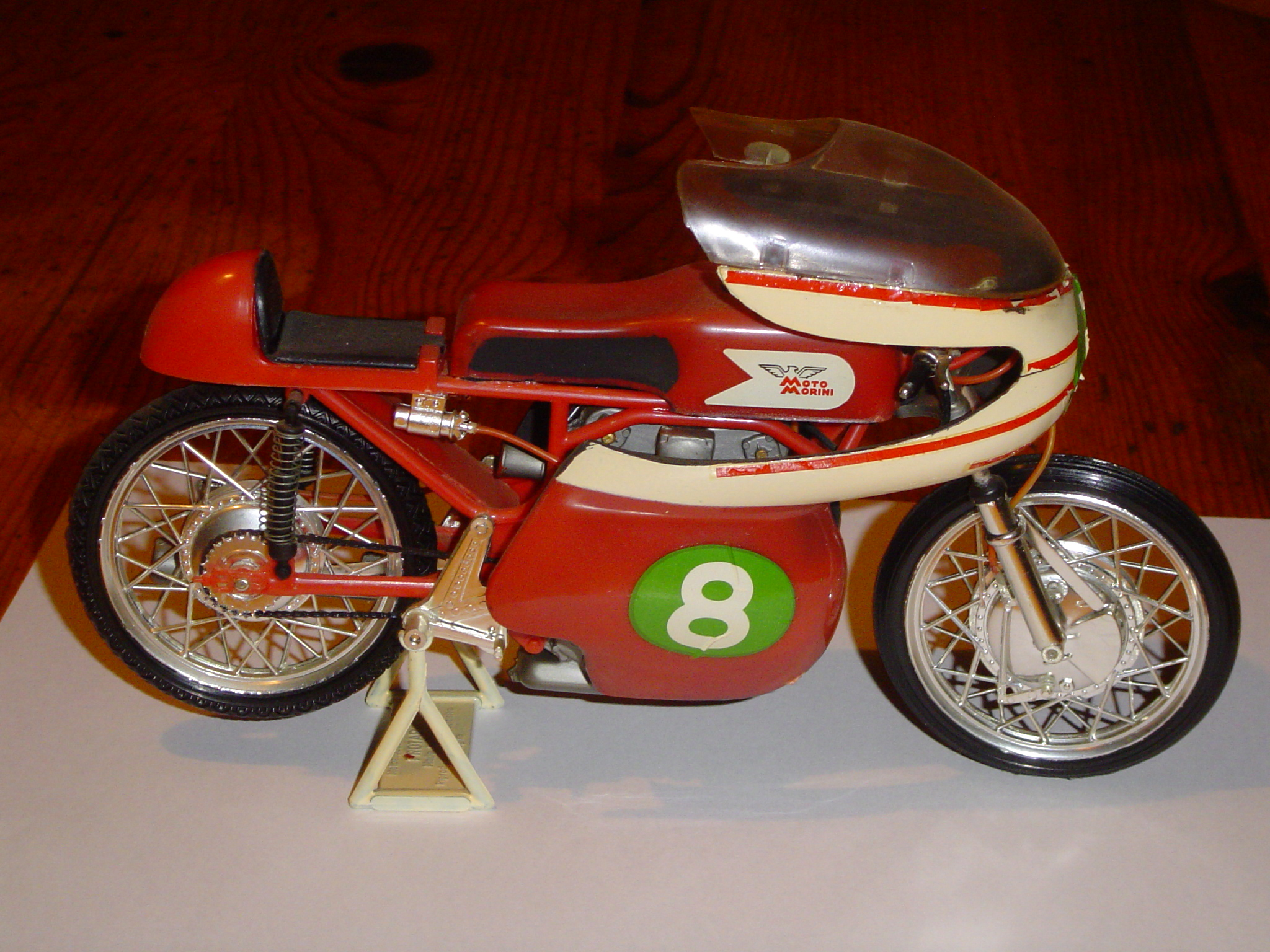
schaalmodel van de Moto Morini 250 eencilinder

In 1967 werd hij Italiaans kampioen in de 250- en de 500 cc klassen. In de 250cc-klasse deed hij dat met een eencilinder Moto Morini (waarmee hij dus Pasolini had verslagen), in de 500cc-klasse met een tweecilinder Paton. In dat jaar debuteerde hij ook in het wereldkampioenschap wegrace, maar hij startte met zijn Paton alleen in de Isle of Man TT, waar hij zowel in de 250 cc Lightweight TT als in de 500 cc Senior TT uitviel, en in Monza, waar hij derde werd achter Giacomo Agostini (MV Agusta 500 3C) en Mike Hailwood (Honda RC 181). Hij eindigde daardoor als 11e in het wereldkampioenschap 500 cc. Aan het einde van het seizoen kreeg hij een ernstig ongeluk op Montjuïc Park, toen hij een gevallen rijder probeerde te ontwijken. Zijn helm brak en hij was enkele dagen in levensgevaar.
1968
In 1968 startte Bergamonti in Cesenatico, een internationale wedstrijd in het kader van de Italiaanse voorjaarsraces (Mototempora Romagnola). Hij werd daar vierde in de 250cc-klasse met de Morini. In de "Coppa d'Oro Shell" in Imola werd hij met de Morini derde in de 250cc-race en met de Paton vierde in de 500cc-race. In Cervia werd hij tweede in de 500cc-klasse. In de Grand Prix van Spanje, de openingsrace van het WK van 1968, werd hij vierde. Op het eiland Man startte hij met een 350 cc Paton in de Junior TT en met een 500 cc Paton in de Senior TT, maar opnieuw viel hij in beide klassen uit. Tijdens een race in Joegoslavië raakte hij opnieuw gewond (meervoudige botbreuken aan beide benen), waardoor hij lang moest herstellen. In Monza werd hij opnieuw derde, dit keer achter Agostini en Renzo Pasolini (Benelli). Hij eindigde met slechts twee starts toch als tiende in het wereldkampioenschap.
1969
In 1969 kreeg hij een fabriekscontract van Aermacchi om Alberto Pagani te vervangen die nog herstellende was van een val in Joegoslavië. Het ging in de Mototempora Romagnola weer goed met Angelo Bergamonti. In de 250cc-klasse was Renzo Pasolini met de vernieuwde Benelli viercilinder echter niet te kloppen en datzelfde gold voor Giacomo Agostini in de 500cc-klasse. In de openingswedstrijd (Rimini) werd hij in de 250cc-race tweede met een fabrieks-Aermacchi Ala d'Oro 250 en in de 500cc-race tweede met een Paton. In Modena werd hij in de 250cc-race opnieuw tweede, maar in de 500cc-race viel hij op de tweede plaats liggend uit door een defecte koppeling. Ook in Riccione werd hij tweede in de 250cc-klasse maar in de 500cc-klasse, toen hij op de derde plaats lag, ging zijn koppeling opnieuw stuk. Bij de Coppa d'Oro Shell finishte Bergamonti als derde in de 250cc-klasse, en in de 500cc-race vielen alle Patons, ook die van Bergamonti, uit met ontstekingsproblemen. In Cesenatico eindigde Bergamonti in beide klassen als derde. In Cervia werd hij tweede in de 250cc-klasse. In de 500cc-race wist hij Agostini enkele ronden lang achter zich te houden, maar uiteindelijk werd hij toch gepasseerd en daarna viel hij opnieuw uit met een geblokkeerde versnellingsbak.
Het was nu wel duidelijk dat Angelo Bergamonti niet de eerste de beste was. In de Mototempora was hij steeds op het podium gekomen, tenzij de hopeloos onbetrouwbare Paton hem in de steek had gelaten. Ook in de 250cc-klasse was dat een prestatie, want de Aermacchi Ala d'Oro, fabrieksmachine of niet, had een tamelijk verouderde stoterstangenmotor.
Voor aanvang van het WK-seizoen 1969 waren de Patons wel sneller geworden, maar ze konden niet in de schaduw staan van de MV Agusta van Giacomo Agostini, die alle races won waarin hij aan de start kwam. Fabrieksrijder voor Paton was echter Billie Nelson, en hij reed de meeste GP's. Bergamonti mocht wel naar de Grand Prix van Spanje. Daar had hij de snelste start, terwijl Agostini juist heel slecht weg kwam. "Berga" werd opgejaagd door Kel Carruthers met een Aermacchi Ala d'Oro 382, maar die moest daarvoor boven zijn kunnen rijden en viel. Daardoor viel ook Agostini, die hem juist wilde inhalen. De MV Agusta was echter drie seconden per ronde sneller en Ago had nog dertig ronden de tijd om Bergamonti op een ronde te rijden. Op het laatst liep de Paton op één cilinder, maar de voorsprong van Bergamonti op de rest van het veld was groot genoeg om toch nog tweede te worden. In de 250cc-klasse kwam hij ook aan de start, maar hier reden de echte topmachines en zelfs de Yamaha TD 2 productieracers waren niet bij te houden met de Aermacchi. In de 250 cc GP van Duitsland was het aantal uitvallers enorm, en wellicht hielp dat Angelo Bergamonti om toch nog zesde te worden. In de GP van Frankrijk werd hij knap vijfde, na een hard gevecht om de derde plaats met Kent Andersson (Yamaha TD 2, derde), László Szabó (MZ, vierde) en Frank Perris (Suzuki RV 62, zesde). In de 500cc-race lag hij op de tweede plaats toen de Paton er halverwege de race mee ophield. Na de Franse GP ging Bergamonti terug naar Italië omdat hij, ondanks de overmacht van Pasolini, nog een kans maakte op de nationale 250cc-titel. Pasolini had in Duitsland een sleutelbeen gebroken en kon niet starten in San Remo-Ospedaletti. Benelli kon de titel voor Pasolini zeker stellen als er een andere coureur vóór Bergamonti zou eindigen, en daarom kregen liefst drie coureurs (Walter Villa, Roberto Gallina en Eugenio Lazzarini) de beschikking over een viercilinder Benelli. Bergamonti moest als eerste Italiaan finishen en vocht 21 ronden lang met de Spanjaard Santiago Herrero (Ossa) om de eerste plaats. Het was een van de spectaculairste gevechten uit het Italiaanse kampioenschap, maar desondanks kon Villa na een slechte start dichterbij komen en op het nippertje Bergamonti passeren. Hij kwam enkele centimeters tekort om ook Herrero te verslaan. Renzo Pasolini werd alsnog Italiaans kampioen. De 500cc-titel was al in handen van Giacomo Agostini, die van MV Agusta geen toestemming kreeg om in deze race te starten. Hier was Bergamonti voor niemand bij te houden en hij won met een grote voorsprong. Bergamonti ging naar het eiland Man om in de Lightweight TT, de Junior TT en de Senior TT te starten, maar in alle races viel hij uit. Na de Isle of Man TT kwam Angelo Bergamonti niet meer voor in de uitslagenlijsten, hoewel hij in elk geval was ingeschreven voor de TT van Assen. In België en Tsjechoslowakije viel hij in de 500cc-klasse uit.
In het WK van 1969 eindigde Bergamonti als achttiende, zowel in de 250- als in de 500cc-klasse. 
1970

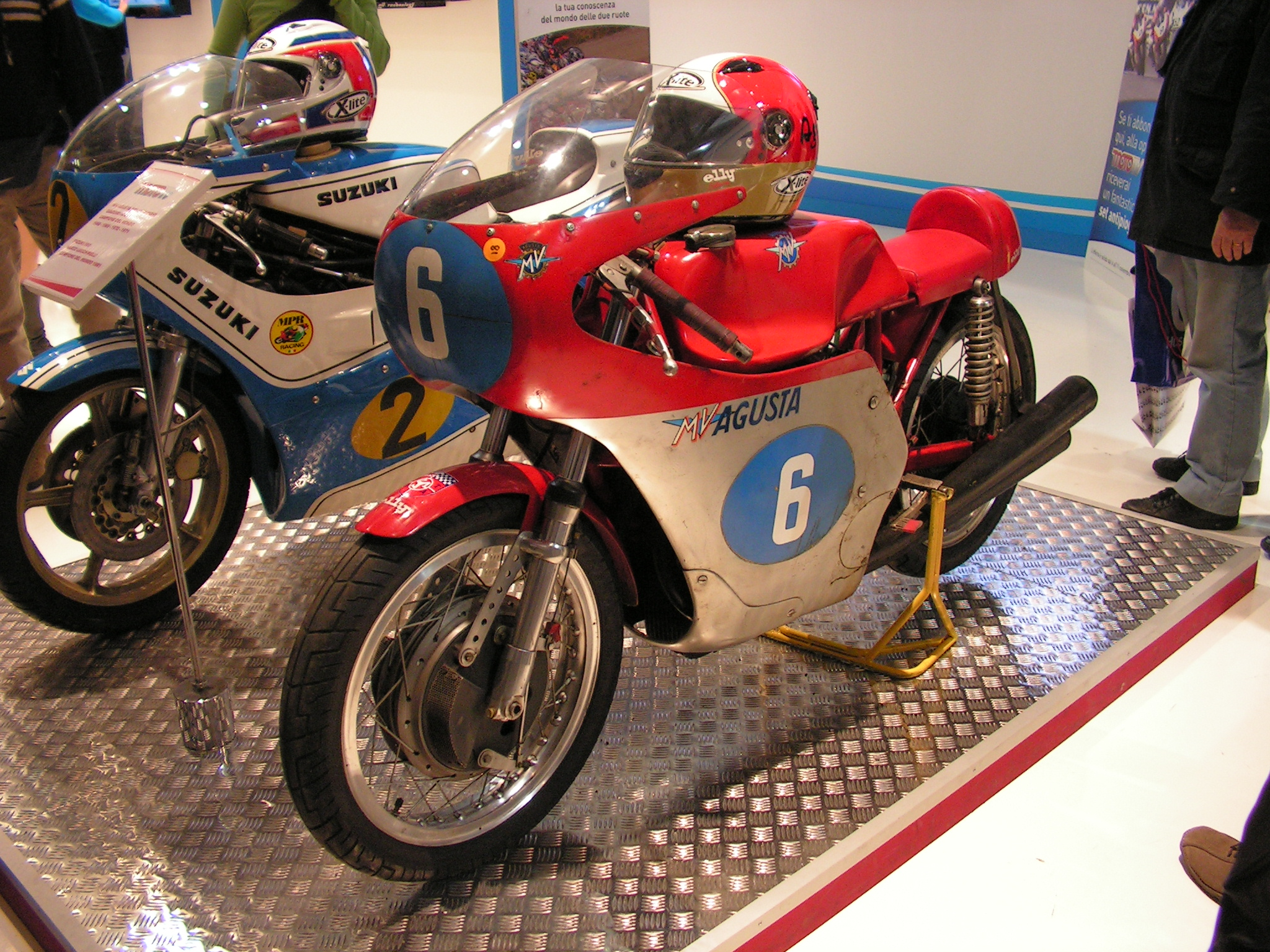
MV Agusta 350 3C uit 1970

In 1970 werd hij volledig fabriekscoureur voor Aermacchi-Harley-Davidson. In de 500cc-klasse moest hij het echter doen met een Aermacchi Ala d'Oro 402 eencilinder. Hij reed in Rimini in de 350cc-race, maar in de stromende regen kregen veel motoren last van natte ontstekingen en één daarvan was die van Bergamonti. In de 125cc-race gebruikte hij de tweetakt Aermacchi-Harley-Davidson eencilinder, maar ook daarmee viel hij uit. Hij lag toen op de tweede plaats. In Modena werd hij in de 350cc-klasse tweede, net als in de 250cc-race, maar hij won de 125cc-klasse. In Riccione vocht Bergamonti in de 350cc-race een fel gevecht uit met Kel Carruthers om de derde plaats, maar ze werden gepasseerd door Silvio Grassetti met zijn Jawa 350 cc V4. Carruthers werd uiteindelijk vierde en Bergamonti werd vijfde. In Cesenatico moest Bergamonti vanzelfsprekend Agostini en Pasolini in de 500cc-race voor laten gaan, maar het stevige gevecht om de derde plaats besliste hij in zijn voordeel. In de 125cc-klasse was er geen kruit gewassen tegen Dave Simmonds met zijn Kawasaki, maar Bergamonti werd tweede. In de 250cc-race moest de Aermacchi zoals verwacht het hoofd buigen voor de Yamaha's, maar Bergamonti werd de eerste niet-Yamaha rijder op de vijfde plaats. In de afsluitende race van de Mototempora Romagnola, in Cervia, had Bergamonti weer veel pech. In de 250 cc lag hij aan de leiding toe een distributietandwiel brak. In de 350cc-race lag hij op de tweede plaats achter Agostini toen zijn gaskabel brak. In de 125cc-race was hij toen al tweede geworden, maar hij kon niet voluit gaan omdat zijn gashendel los zat.
In de 125 cc Grand Prix van Frankrijk kon Bergamonti de strijd om de leiding aangaan met Dieter Braun (MZ), tot een zuigerveer van de Aermacchi brak. In de 250cc-race werd hij vijfde en in de 500cc-klasse vierde. In Joegoslavië werd hij derde in de 125cc-klasse en tweede in de 500cc-klasse. Bergamonti ging niet naar het eiland Man. In Assen lag hij in de 125cc-klasse op de vierde plaats toen hij uitviel, maar in de 500cc-klasse eindigde hij weer als tweede. Hij moest daar een inhaalrace voor rijden, want hij was als laatste weg bij de start. In Monza werd Angelo Bergamonti door graaf Domenico Agusta ingehuurd als tweede rijder op de MV Agusta. Pasolini had in de 350cc-race de leiding, omdat Agostini rustig aan deed om Bergamonti, die slecht gestart was, bij te laten komen. Toen dat gebeurd was, gingen ze samen Pasolini voorbij. Bergamonti mocht af en toe voorop rijden, maar uiteindelijk reed Agostini ook van hem weg. Bergamonti werd in zijn eerste race met de MV Agusta driecilinder tweede. In de 500cc-klasse reed Pasolini weer voorop, met Bergamonti als tweede omdat Agostini slecht gestart was. De Benelli van Pasolini rookte enorm en verloor veel olie, waardoor beide MV Agusta-coureurs olie op hun stofbril kregen en ook door de rookwolken niet voorbij konden. Uiteindelijk ging de Benelli stuk en won Agostini vóór Bergamonti. In Spanje kwam Agostini helemaal niet aan de start en Bergamonti reed alleen met de 350- en 500 cc MV Agusta's. In de training haalde hij al twee seconden van het 500 cc-ronderecord van Agostini af. In de race startte hij slecht, maar na de tweede ronde had hij al tien seconden voorsprong en uiteindelijk reed hij het hele veld met uitzondering van Ginger Molloy op ten minste een ronde. Ook de 350cc-race won Bergamonti met overmacht.
Aan het einde van het seizoen was hij kampioen van Italië in de 125cc-klasse en in het wereldkampioenschap derde in de 500cc-klasse, zevende in de 350cc-klasse en zeventiende in de 125cc-klasse.
Na het WK-seizoen won hij met de MV Agusta's nog nationale Italiaanse races in Imola en Ospedaletti. Hij kreeg een tweejarig contract bij MV Agusta. In oktober 1970 woonde hij met zijn gezin aan het Meer van Varese, niet ver van de MV Agusta fabriek in Gallarate. Hij werkte als testrijder voor de fabriek en was bezig met het testen van de MV Agusta 750 S. Hij woonde het liefst in het buitengebied en was altijd bij zijn gezin als hij niet hoefde te racen.
1971
Bij de opening van het seizoen 1971 trok het team van MV Agusta meteen alle aandacht. In Modena trainden Bergamonti en Agostini met nieuwe 350 cc zescilinders (MV Agusta 350 6C). In de race gebruikten ze echter hun driecilinders. Agostini startte slecht in de 350cc-race, waardoor Bergamonti van start tot finish aan de leiding bleef en Agostini slechts tweede werd. In de 500cc-race waren de rollen omgekeerd: Bergamonti startte slecht en Agostini ging aan de leiding. Hij liet Bergamonti dichterbij komen, reed daarna van hem weg en maakte een nutteloze pitstop om Bergamonti weer dichterbij te laten komen. Agostini won vóór Bergamonti.

## Overlijden
Tijdens de races in Riccione in het voorjaar van 1971, die ook voor het Italiaans kampioenschap telde, startten Agostini en Angelo Bergamonti in de 350cc-klasse. De weersomstandigheden waren in de afgelopen jaren al vaak slecht geweest tijdens de races van de Mototempora Romagnola, maar op het stratencircuit van Riccione waren de omstandigheden erbarmelijk. Het regende onophoudelijk en er stonden grote plassen water op de weg. Daarom werd er ook weer gereden met de MV Agusta driecilinder, men durfde het niet aan om in deze omstandigheden de zescilinder in te zetten. De races zouden aanvankelijk al op 28 maart verreden worden, maar waren vanwege het slechte weer verplaatst naar 4 april. Na de eerste ronde had Bergamonti zeven seconden achterstand op Agostini, maar dat werden er meer omdat hij met een slecht lopende motor de pit moest opzoeken. Daar begon de motor echter weer beter te lopen en Bergamonti moest een inhaalrace gaan rijden. Hij reed de snelste ronde van de dag en na zes ronden lag hij nog slechts vier seconden achter. Op een recht stuk, met een snelheid van ongeveer 200 km per uur, remde hij te hard, waardoor zijn voorwiel weggleed. Hij werd een stukje meegesleurd door zijn motorfiets en sloeg met zijn hoofd tegen een muurtje. Zijn helm brak en hij liep een zware hersenschudding en arm- en beenbreuken op. Hij werd naar een plaatselijk ziekenhuis gebracht, maar nog dezelfde dag naar het "Bellaria" ziekenhuis in Bologna, 120 km ten noorden van Riccione, gebracht. Daar werd hij met spoed geopereerd, maar hij overleed kort voor middernacht.
Angelo Bergamonti liet zijn zwangere vrouw Rosa en twee dochtertjes achter.

## Nasleep
Nog dezelfde dag werd de 500cc-race afgelast. Raceleider Bruno Ronci moest zich verantwoorden voor dood door schuld. Deskundigen kwamen tot de conclusie dat de race inderdaad wegens de slechte omstandigheden (de waterafvoer van de straten was onvoldoende) afgebroken had moeten worden. In Italië werden alle motorraces op stratencircuits verboden. 

## Resultaten wereldkampioenschap wegrace
(Races in cursief geven de snelste ronde aan.)
| Jaar | Klasse | Team      | Motorfiets       | 1       | 2       | 3       | 4       | 5       | 6       | 7     | 8       | 9     | 10    | 11    | 12    | 13    | Punten | Plaats | Overwinningen |
| ---- | ------ | --------- | ---------------- | ------- | ------- | ------- | ------- | ------- | ------- | ----- | ------- | ----- | ----- | ----- | ----- | ----- | ------ | ------ | ------------- |
| 1966 | 250 cc | Paton     | Paton 250        | SPA -   | DUI -   | FRA -   | NED 14  | BEL -   | DDR -   | TSJ - | FIN -   | ULS - | IOM - | NAT - | JAP - |       | 0      | -      | 0             |
| 1967 | 250 cc | Paton     | Hannah-Paton 250 | SPA -   | DUI -   | FRA -   | IOM DNF | NED -   | BEL -   | DDR - | TSJ -   | FIN - | ULS - | NAT - | CAN - | JAP - | 0      | -      | 0             |
| 1967 | 500 cc | Paton     | Hannah-Paton 250 |         | DUI -   |         | IOM DNF | NED 11  | BEL -   | DDR - | TSJ -   | FIN - | ULS - | NAT 3 | CAN - |       | 4      | 11e    | 0             |
| 1968 | 250 cc | Paton     | Hannah-Paton 250 | DUI -   | SPA 10  | IOM -   | NED -   | BEL 13  | DDR -   | TSJ - | FIN -   | ULS - | NAT - |       |       |       | 0      | -      | 0             |
| 1968 | 350 cc | Paton     | Hannah-Paton 350 | DUI -   |         | IOM 19  | NED DNF |         | DDR -   | TSJ - |         | ULS - | NAT - |       |       |       | 0      | -      | 0             |
| 1968 | 500 cc | Paton     | Hannah-Paton 500 | DUI DNF | SPA 4   | IOM DNF | NED DNF | BEL DNF | DDR -   | TSJ - | FIN -   | ULS - | NAT 3 |       |       |       | 7      | 10e    | 0             |
| 1969 | 250 cc | Aermacchi | Ala d'Oro 250    | SPA -   | DUI 6   | FRA 5   | IOM DNF | NED -   | BEL -   | DDR - | TSJ -   | FIN - | ULS - | NAT - | ADR - |       | 11     | 18e    | 0             |
| 1969 | 350 cc | Aermacchi | Ala d'Oro 350    | SPA -   | DUI -   |         | IOM DNF | NED -   |         | DDR - | TSJ -   | FIN - | ULS - | NAT - | ADR - |       | 0      | -      | 0             |
| 1969 | 500 cc | Paton     | Paton 500        | SPA 2   | DUI DNF | FRA DNF | IOM DNF | NED -   | BEL DNF | DDR - | TSJ DNF | FIN - | ULS - | NAT - | ADR - |       | 12     | 18e    | 0             |
| 1970 | 125 cc | Aermacchi | Ala d'Oro 125    | DUI -   | FRA DNF | ADR 3   | IOM -   | NED DNF | BEL -   | DDR - | TSJ -   | FIN - | ULS - | NAT - | SPA - |       | 10     | 17e    | 0             |
| 1970 | 250 cc | Aermacchi | Ala d'Oro 250    | DUI -   | FRA 5   | ADR -   | IOM -   | NED -   | BEL -   | DDR - | TSJ -   | FIN - | ULS - | NAT - | SPA - |       | 6      | 28e    | 0             |
| 1970 | 350 cc | MV Agusta | 350 3C           | DUI -   | FRA -   | ADR -   | IOM -   | NED -   | BEL -   | DDR - | TSJ -   | FIN - | ULS - | NAT 2 | SPA 1 |       | 27     | 7e     | 1             |
| 1970 | 500 cc | Aermacchi | Ala d'Oro 402    | DUI -   | FRA 4   | ADR 2   | IOM -   | NED 2   | BEL -   | DDR - | TSJ -   | FIN - | ULS - |       |       |       | 59     | 3e     | 1             |
| 1970 | 500 cc | MV Agusta | 500 3C           |         |         |         |         |         |         |       |         |       |       | NAT 2 | SPA 1 |       | 59     | 3e     | 1             |